# Szelpachiwka
Szelpachiwka (ukr. Шельпахівка) – wieś na Ukrainie, w obwodzie czerkaskim, w rejonie czerkaskim, w hromadzie Chrystyniwka. W 2025 liczyła 581 mieszkańców, spośród których 576 wskazało jako ojczysty język ukraiński.